# Jakob Gartner
Jakob Gartner (Přerov, 1861. október 6. – Bécs, 1921. április 15.) osztrák építész.

## Élete
Ötgyermekes zsidó családban született. Brnóban tanult, majd más építészek mellett szakmai gyakorlatokat folytatott Bielitzben és Bécsben. 1888-ban önállósította magát, és több lakóházat, valamint zsinagógát tervezett. 1921-ben hunyt el 60 éves korában. Döblingben helyezték örök nyugalomra.
Gärtner a történelmi Magyarország területén is több zsinagógát tervezett, így Debrecenben, Nagyszombatban (ma Szlovákia területén), Galgócon (ma Szlovákia területén), és Marosvásárhelyen (ma Románia területén). Valószínűleg ő volt a fővárosi Újpesti zsinagóga zsinagóga tervezője is.
Épületeinek egy része később a nemzetiszocialista pogromok keretében elpusztult.

## Művei
- 1885–1886: Újpesti zsinagóga, Budapest (feltételezés)
- 1889: Pilseni zsinagóga
- 1890: Galgóczi zsinagóga
- 1892–1893: Holešovi zsinagóga
- 1892–1896 Opavai zsinagóga, 1938-ban elpusztult
- 1894: Debreceni neológ zsinagóga
- 1895–1897: Olmützi zsinagóga, 1939-ben elpusztult
- 1896: Humboldtgassei zsinagóga, Bécs, Humboldtgasse 27, 1938-ban elpusztult
- 1897: "Zu drei Hähnen" Lakó- és kereskedelmi épület, Brünn
- 1891: Nagyszombati zsinagóga
- 1898: Bérház, Bécs, Alsergrund, Borschkegasse 8
- 1898: Kluckygassei zsinagóga, Bécs, Kluckygasse 11, 1938-ban elpusztult
- 1898: Preraui zsinagóga
- 1898: Simmeringer zsinagóga, Bécs, Braunhubergasse 7, 1938-ban elpusztult
- 1899–1900: Marosvásárhelyi zsinagóga
- 1899–1901: Erzsébet Királyné Szülőotthon, Bécs, Knöllgasse 22–24
- 1900–1901: Orlovái zsinagóga
- 1901: Bérház, Bécs, Wieden, Johann-Strauß-Gasse 32
- 1901–1902: Lakóépület, Bécs, Josefstadt, Albertgasse 36
- 1901–1904: Prostějovi zsinagóga
- 1902: Lakóépület, Bécs, Innere Stadt, Biberstraße 4
- 1902: Lakó-, iroda- és kereskedelmi épület, Bécs, Innere Stadt, Stubenring 24
- 1904–1905: Lakó- és üzleti ház, Bécs, Stubenring 14
- 1905: Lakó- és üzleti ház, Bécs, Stubenring 2
- 1906: Bérház, Bécs, Landstraße, Dapontegasse 4
- 1906–1907: Bérház, Bécs, Mariahilf, Theoboldgasse 16
- 1907–1908: Siebenbrunnengassei zsinagóga vagy Jubiläumstempel, Bécs, Margareten, Siebenbrunnengasse 1, 1938-ban elpusztult
- 1908–1910: Kroměříži zsinagóga
- 1910: Wohn- und Geschäftshaus, Bécs

## Képtár

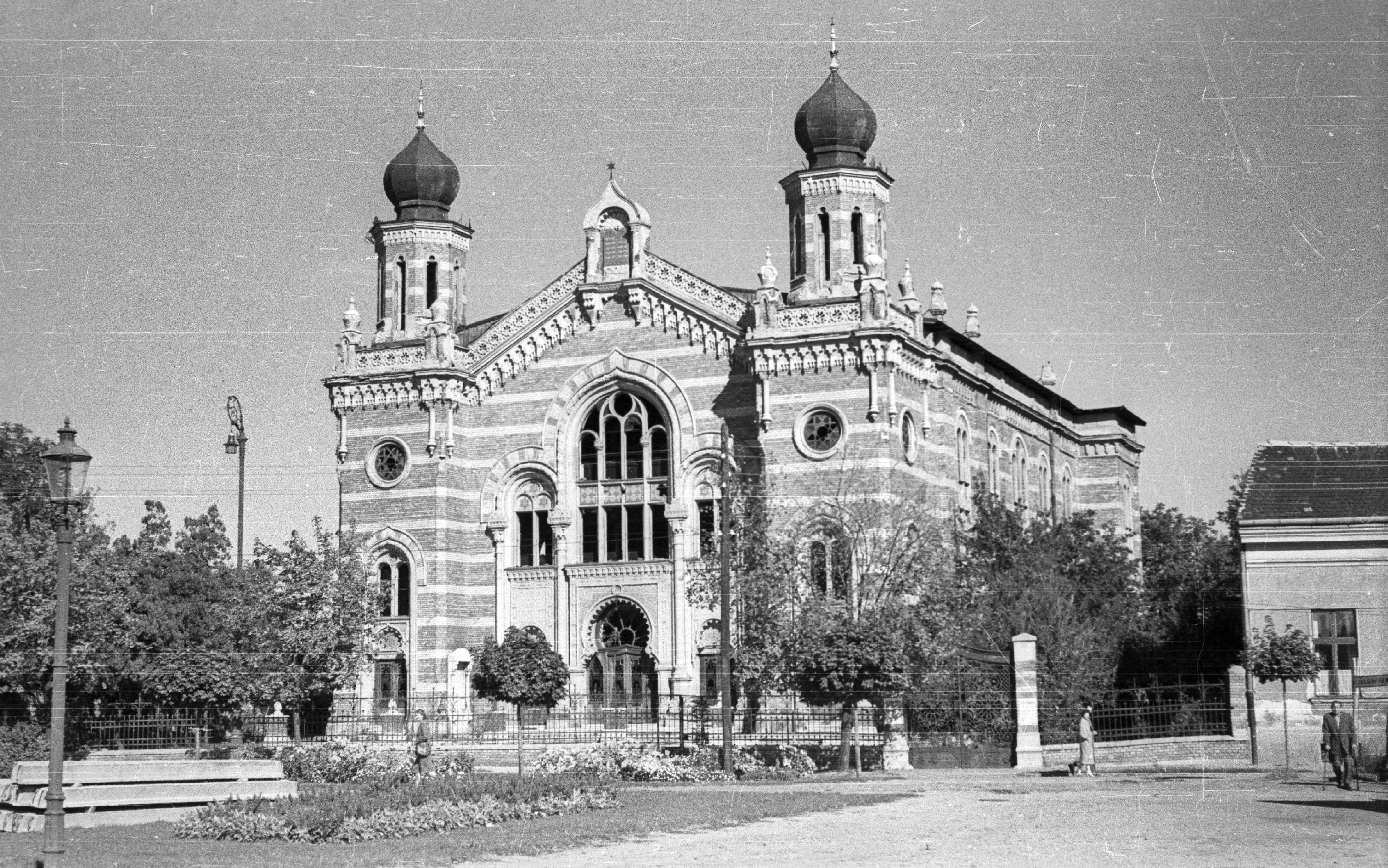
Debreceni neológ zsinagóga (elpusztult alkotás)
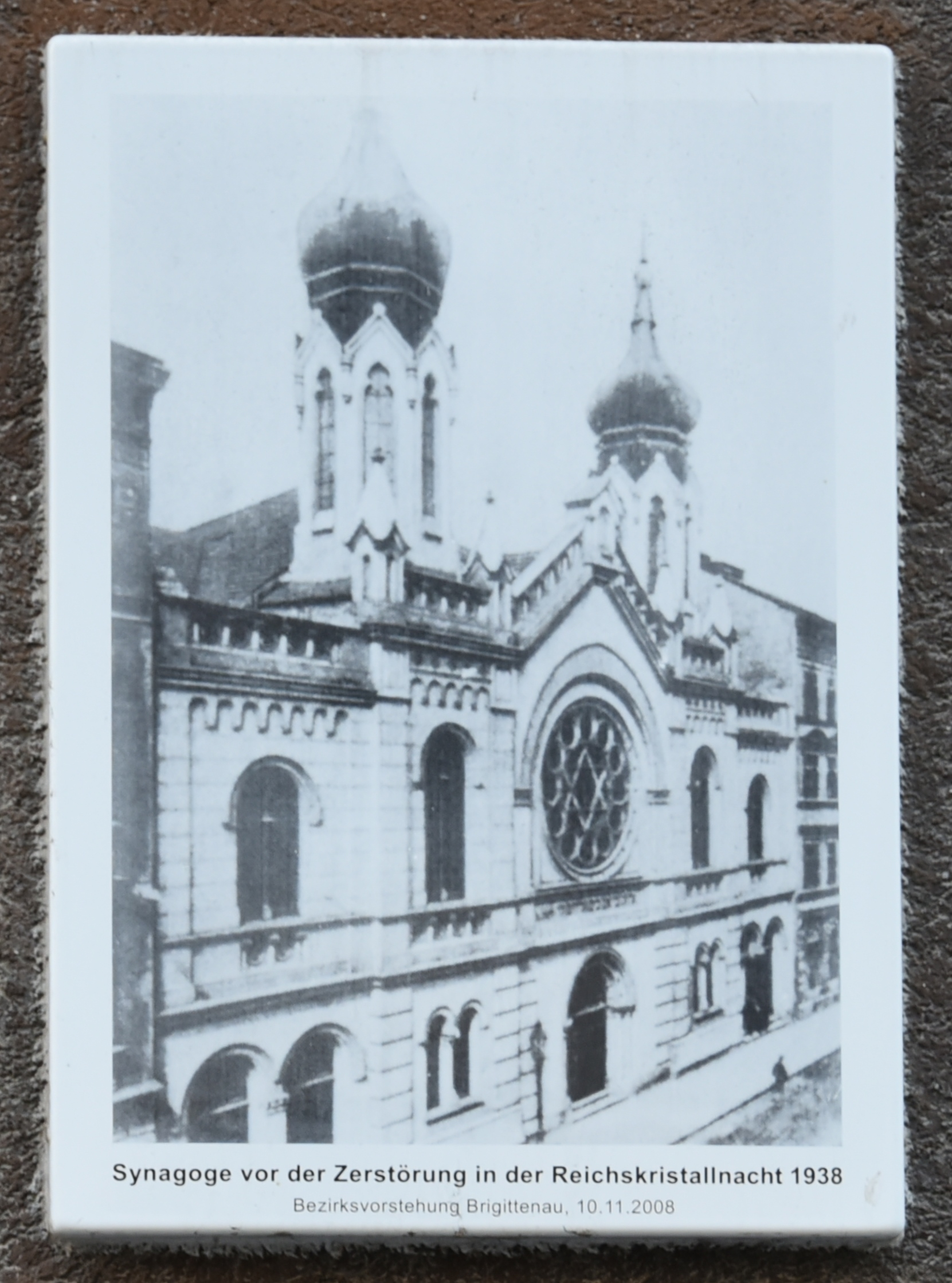
Kluckygassei zsinagóga, Bécs (elpusztult alkotás)
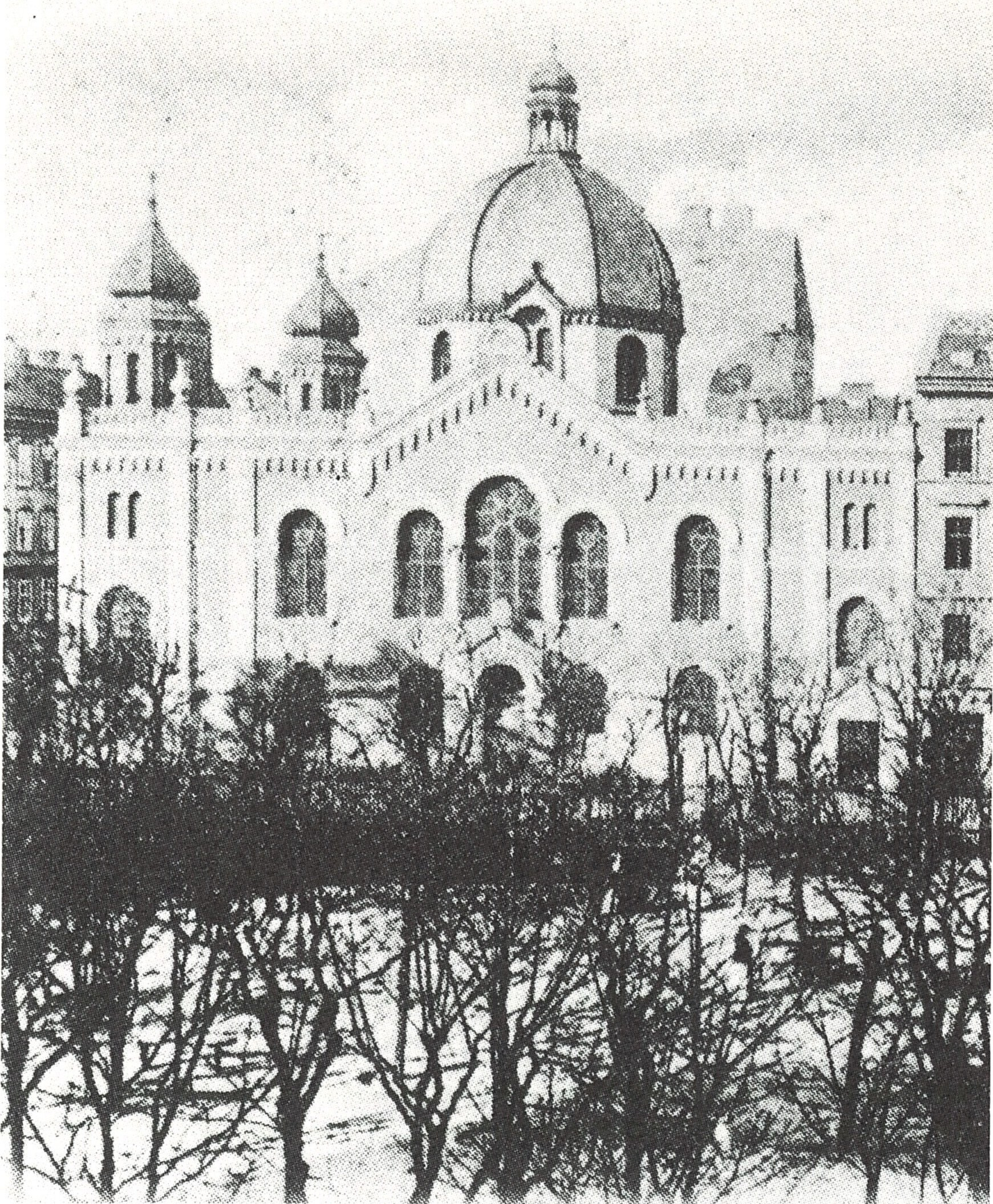
Humboldtgassei zsinagóga, Bécs (elpusztult alkotás)
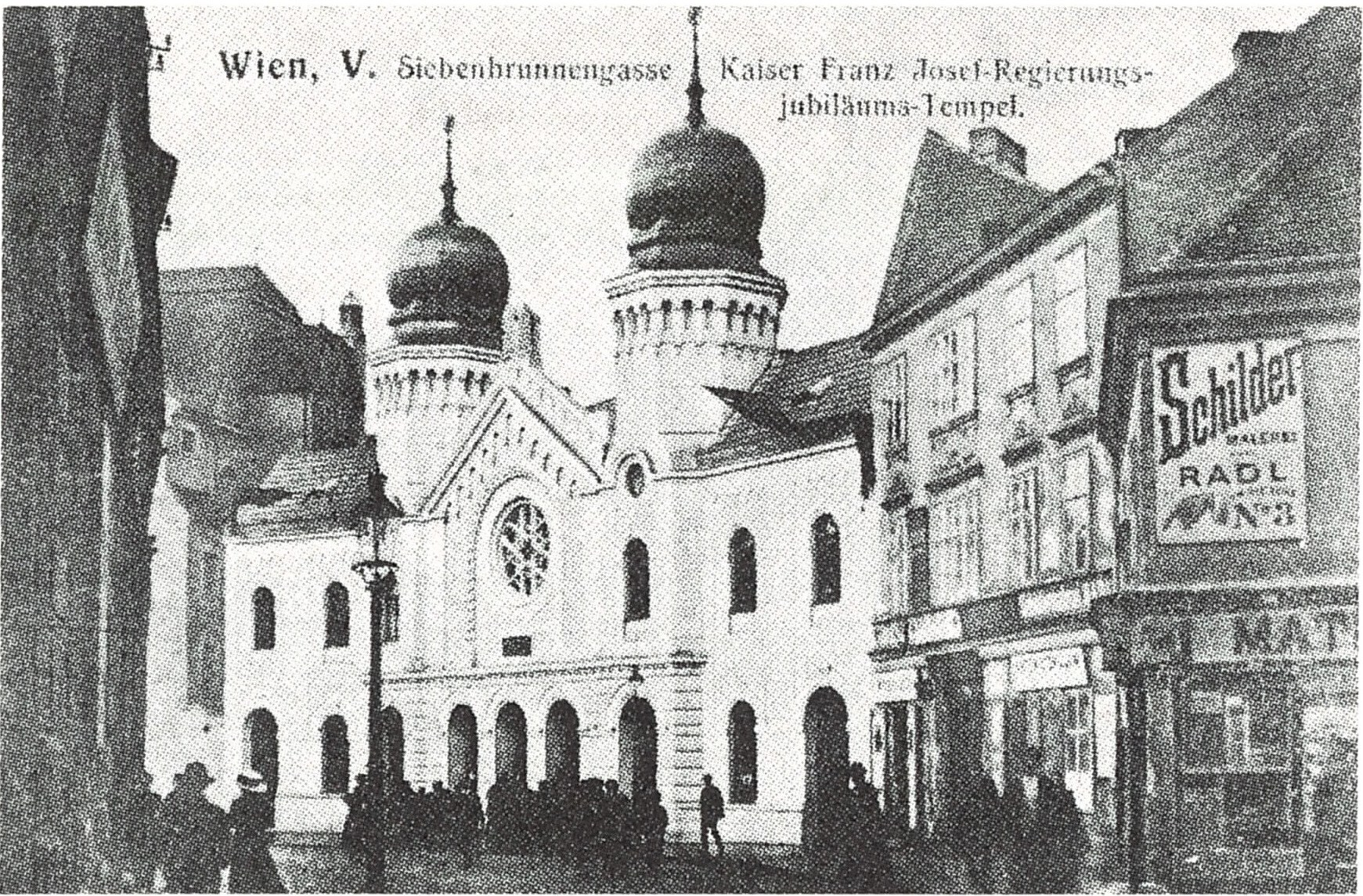
Jubilaeumstempel, Bécs (elpusztult alkotás)
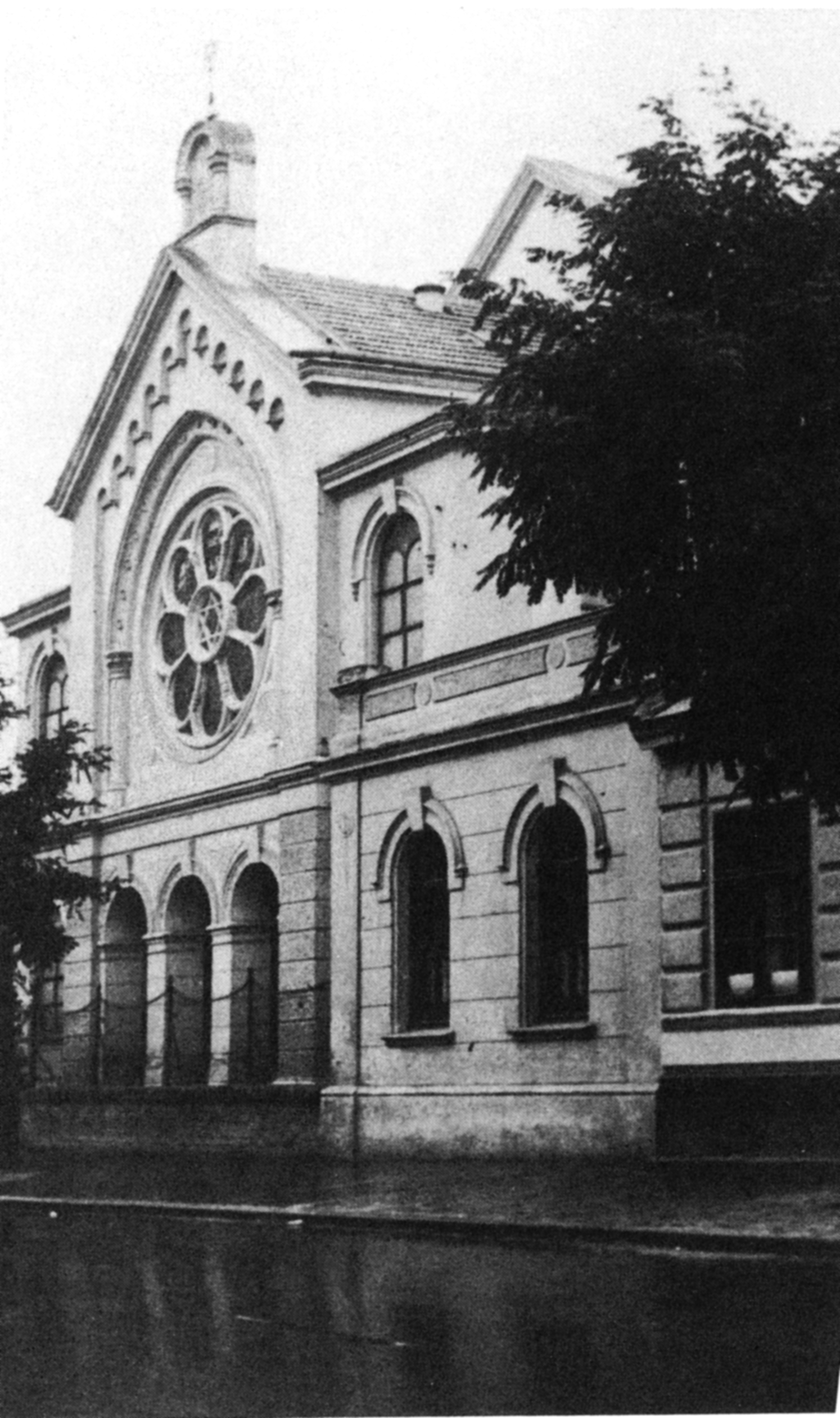
Simmeringer zsinagóga, Bécs (elpusztult alkotás)
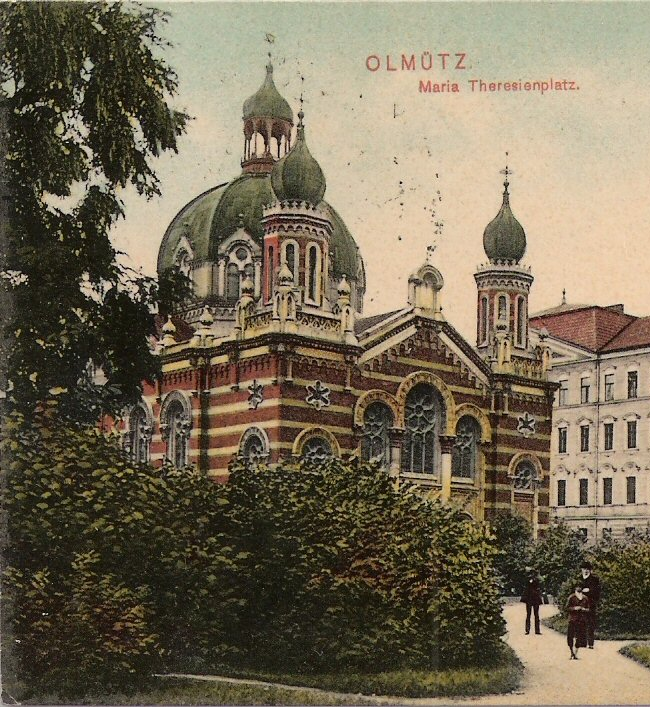
Olmützi zsinagóga (elpusztult alkotás)
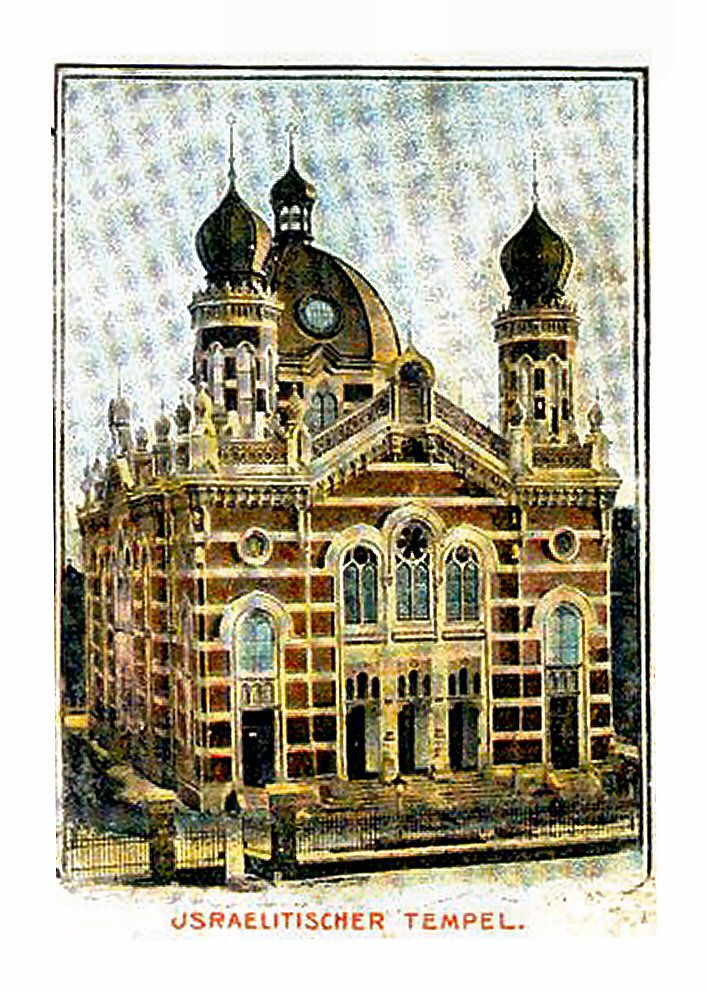
Opavai zsinagóga (elpusztult alkotás)
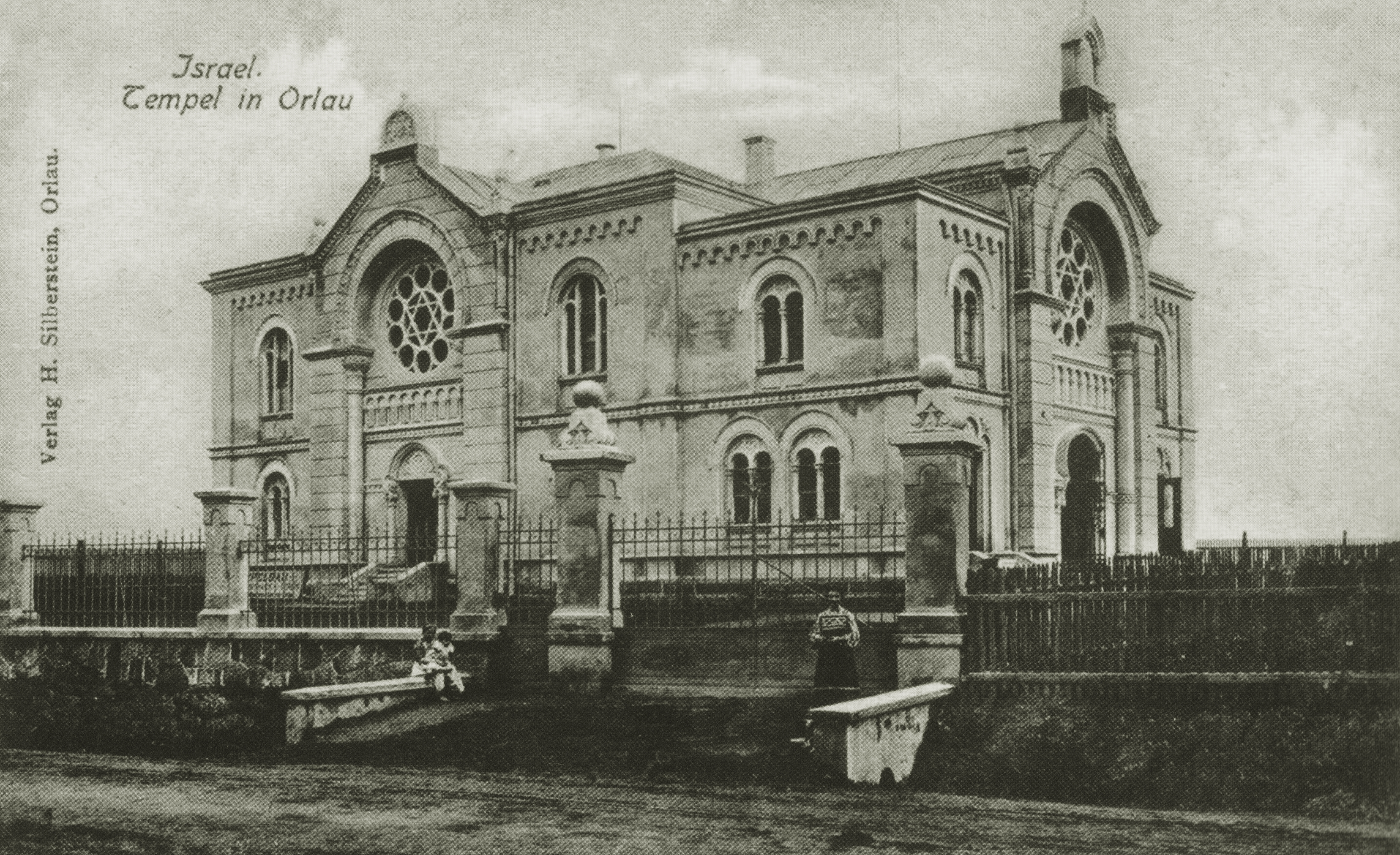
Orlavai zsinagóga (elpusztult alkotás)
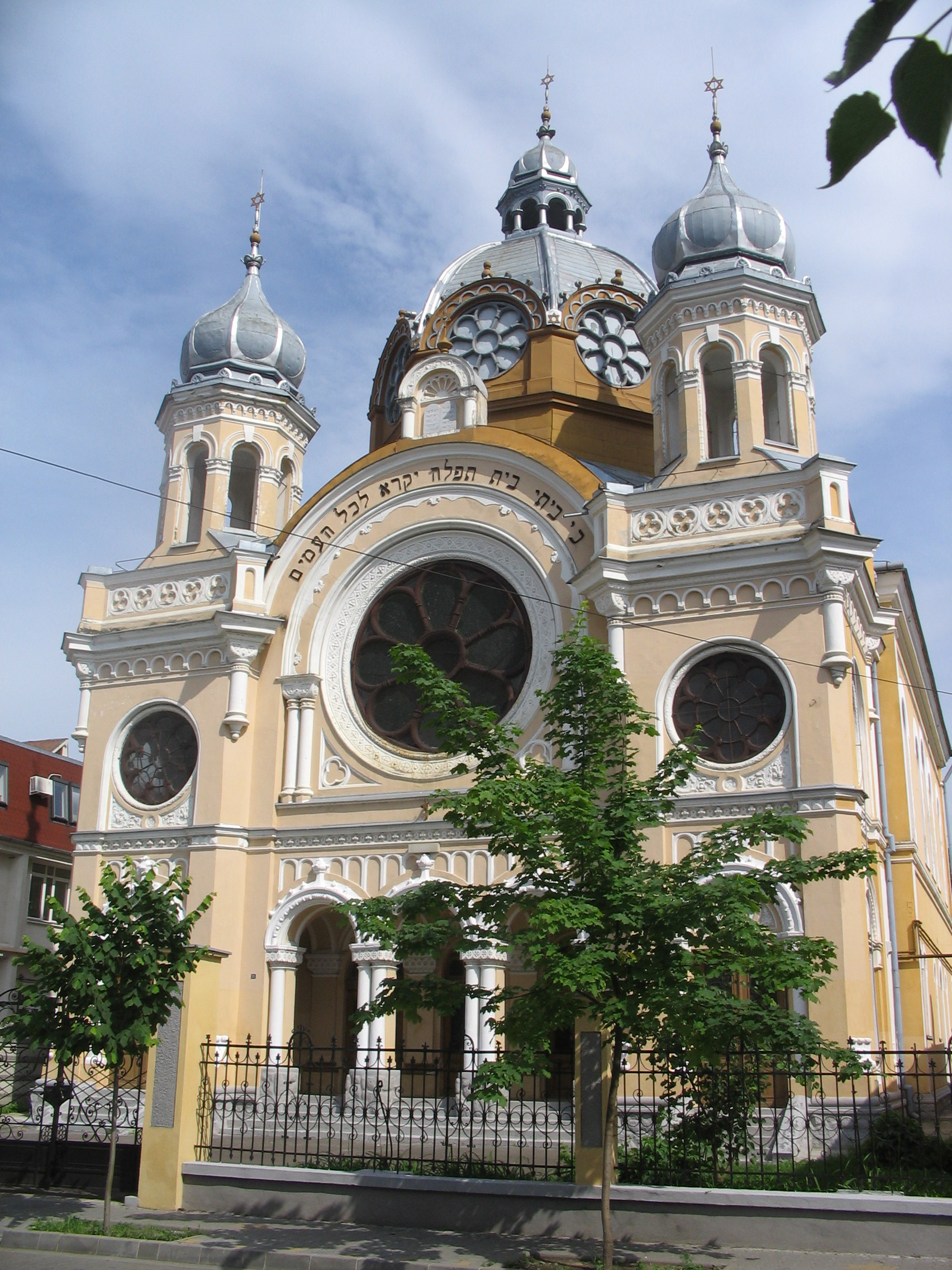
Marosvásárhelyi zsinagóga
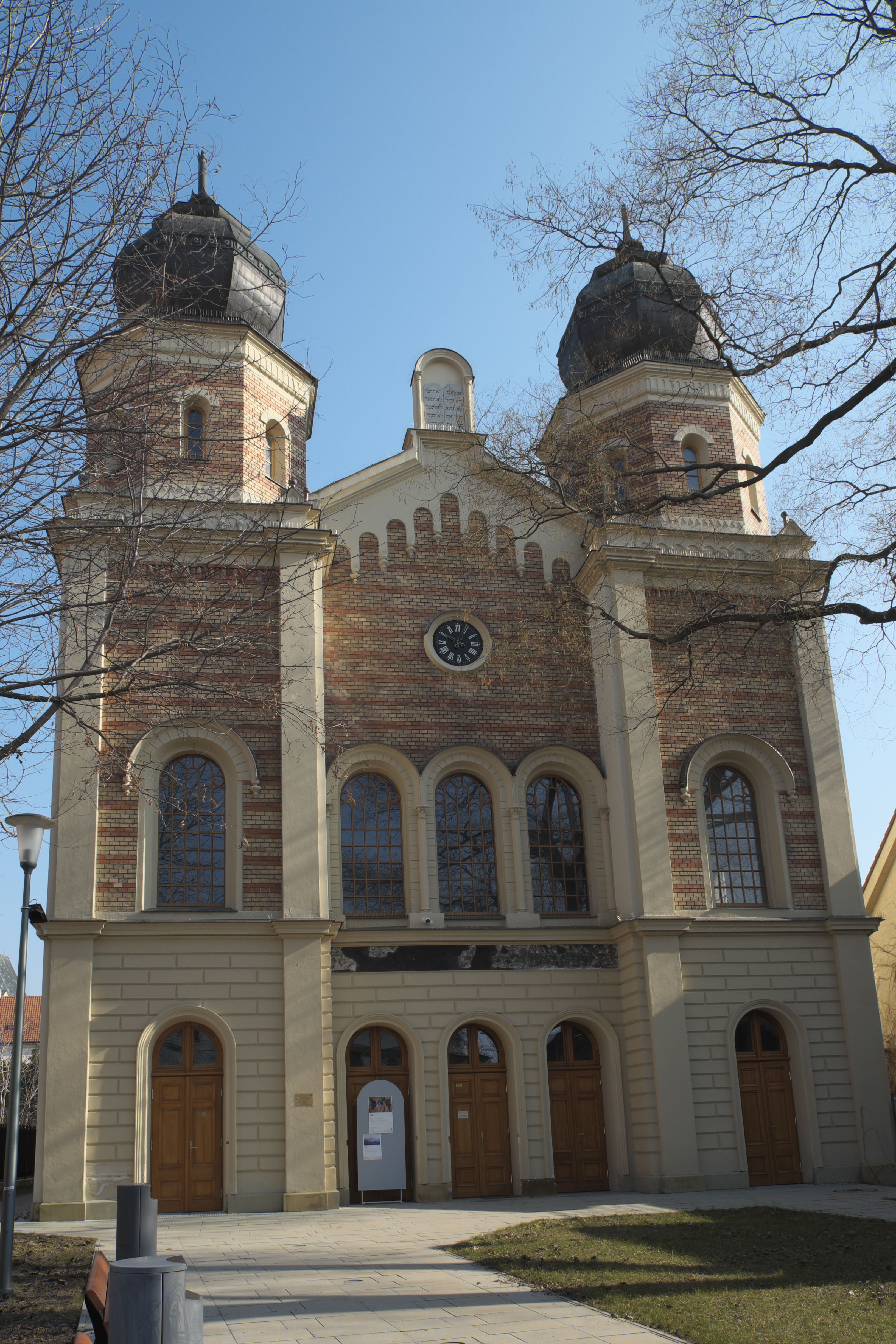
Nagyszombati zsinagóga
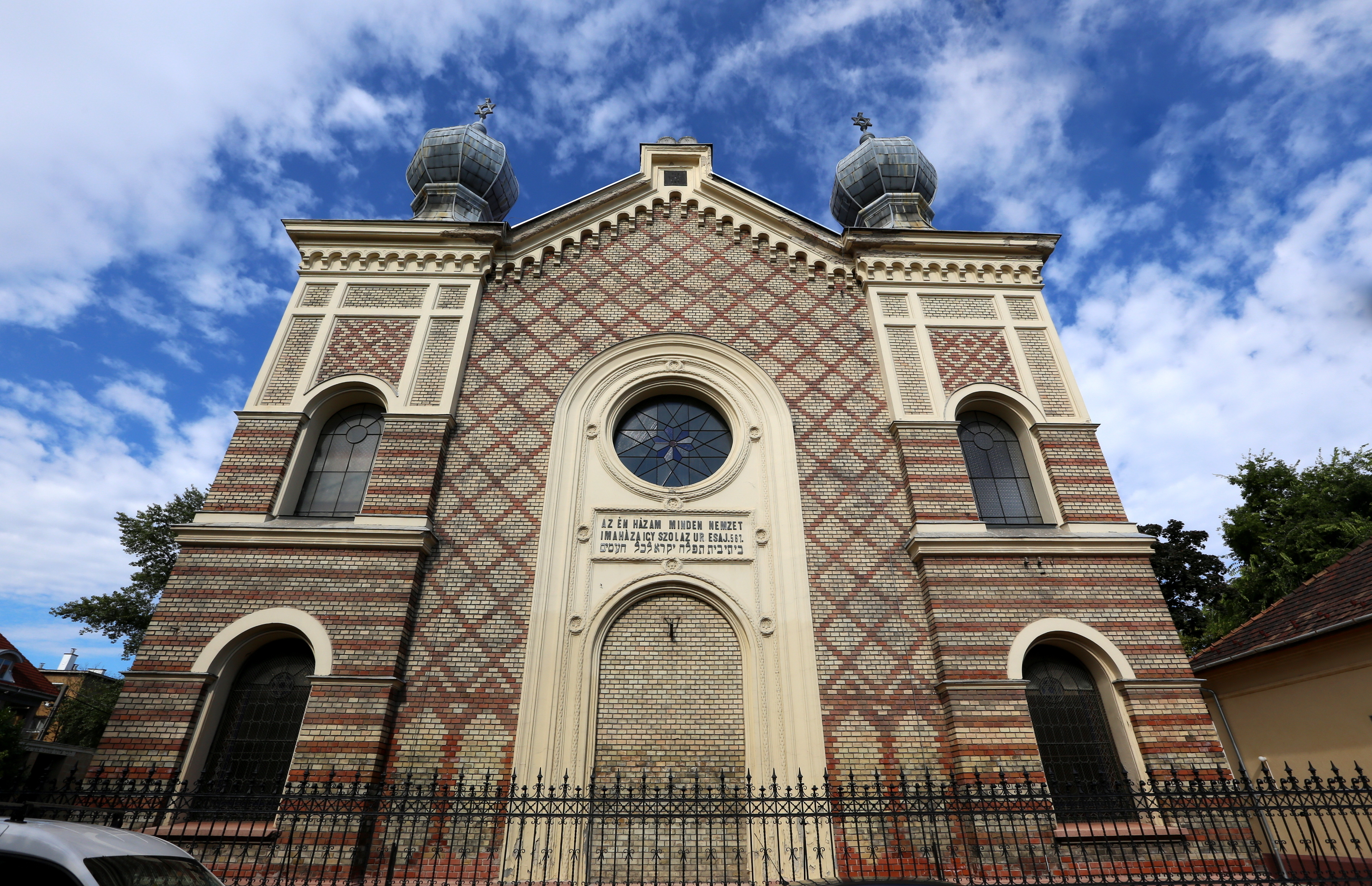
Újpesti zsinagóga (feltételezett alkotója)
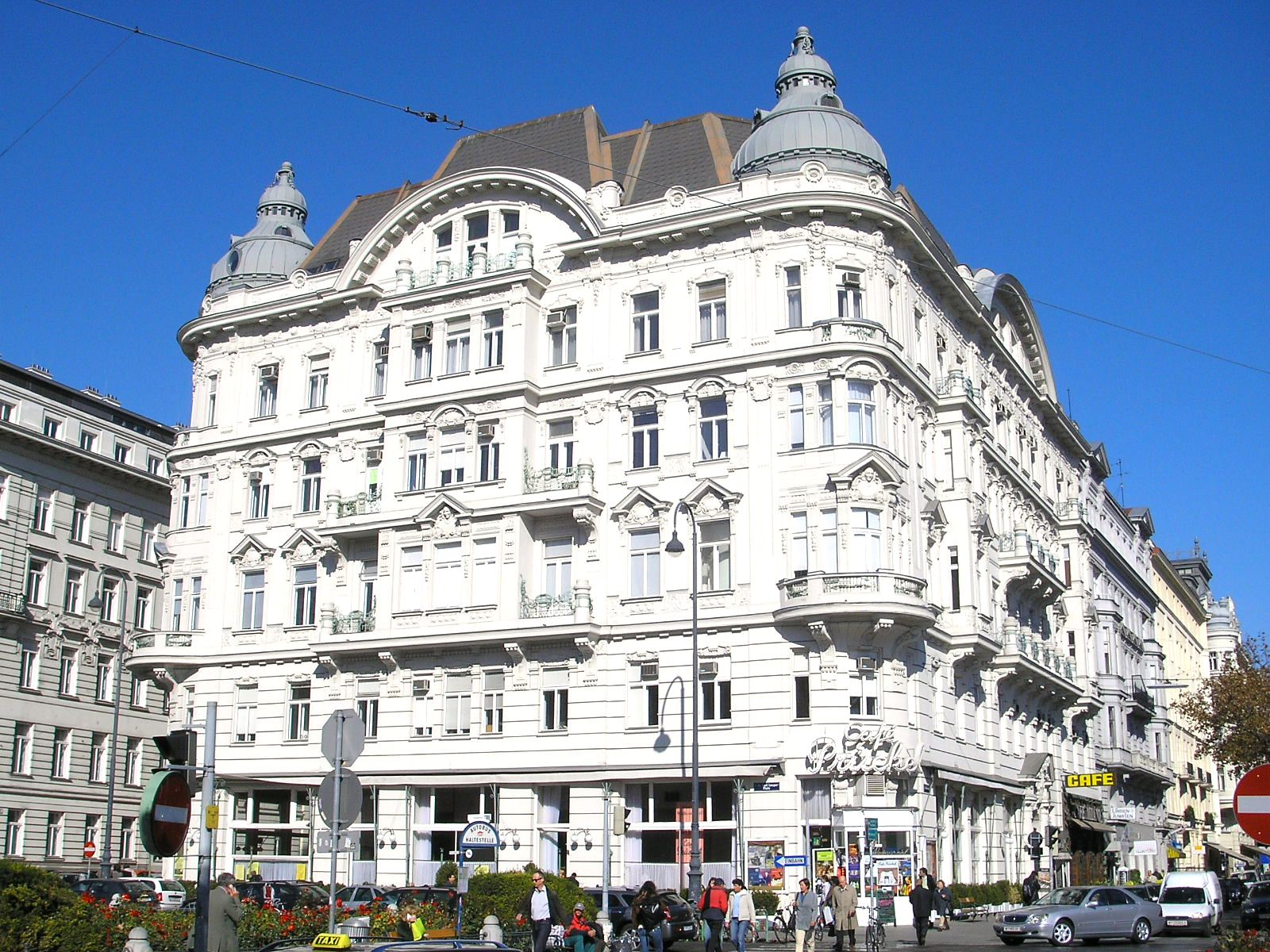
Lakó-, iroda- és kereskedelmi épület, Bécs, Stubenring 24
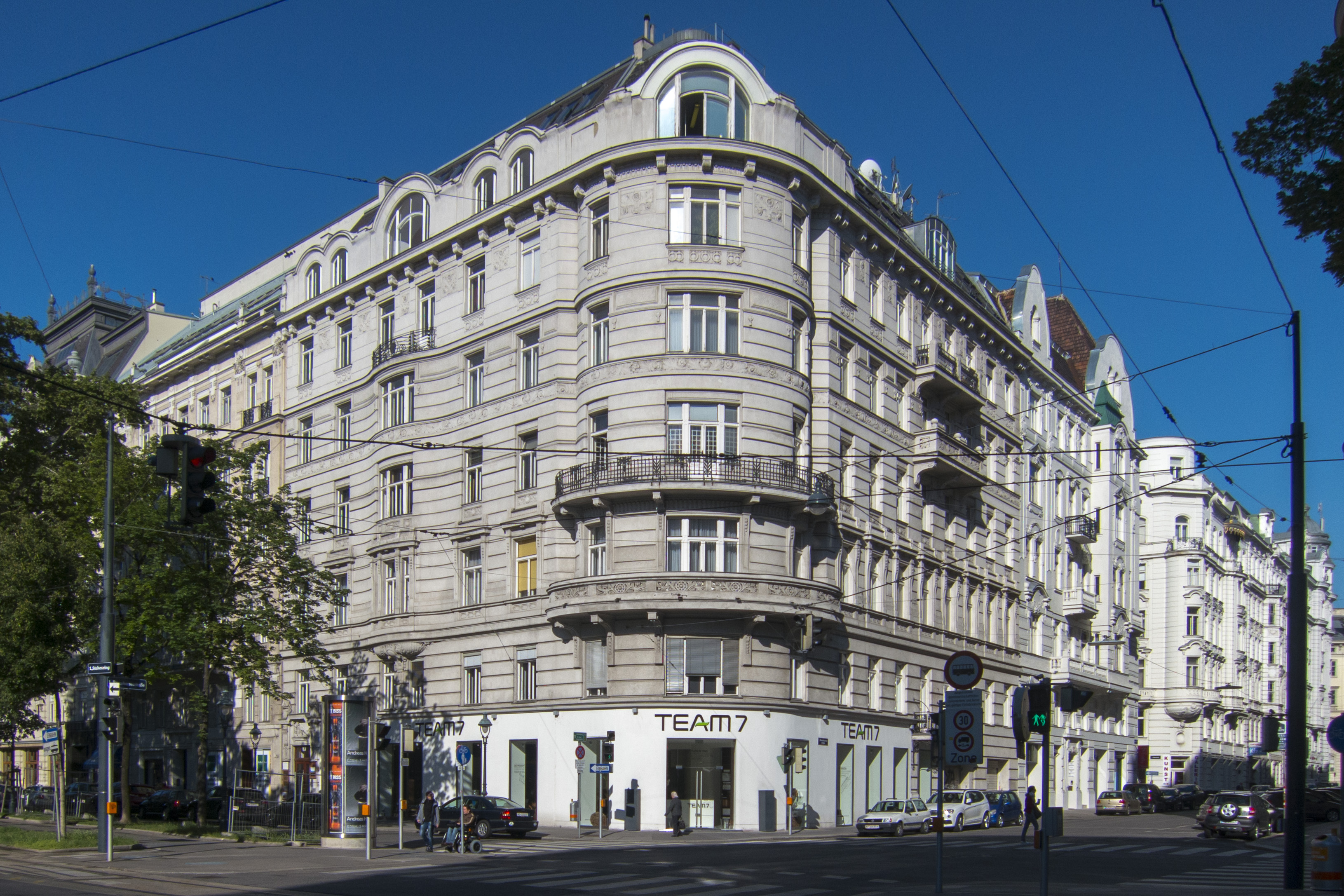
Lakó- és üzleti ház, Bécs, Stubenring 14
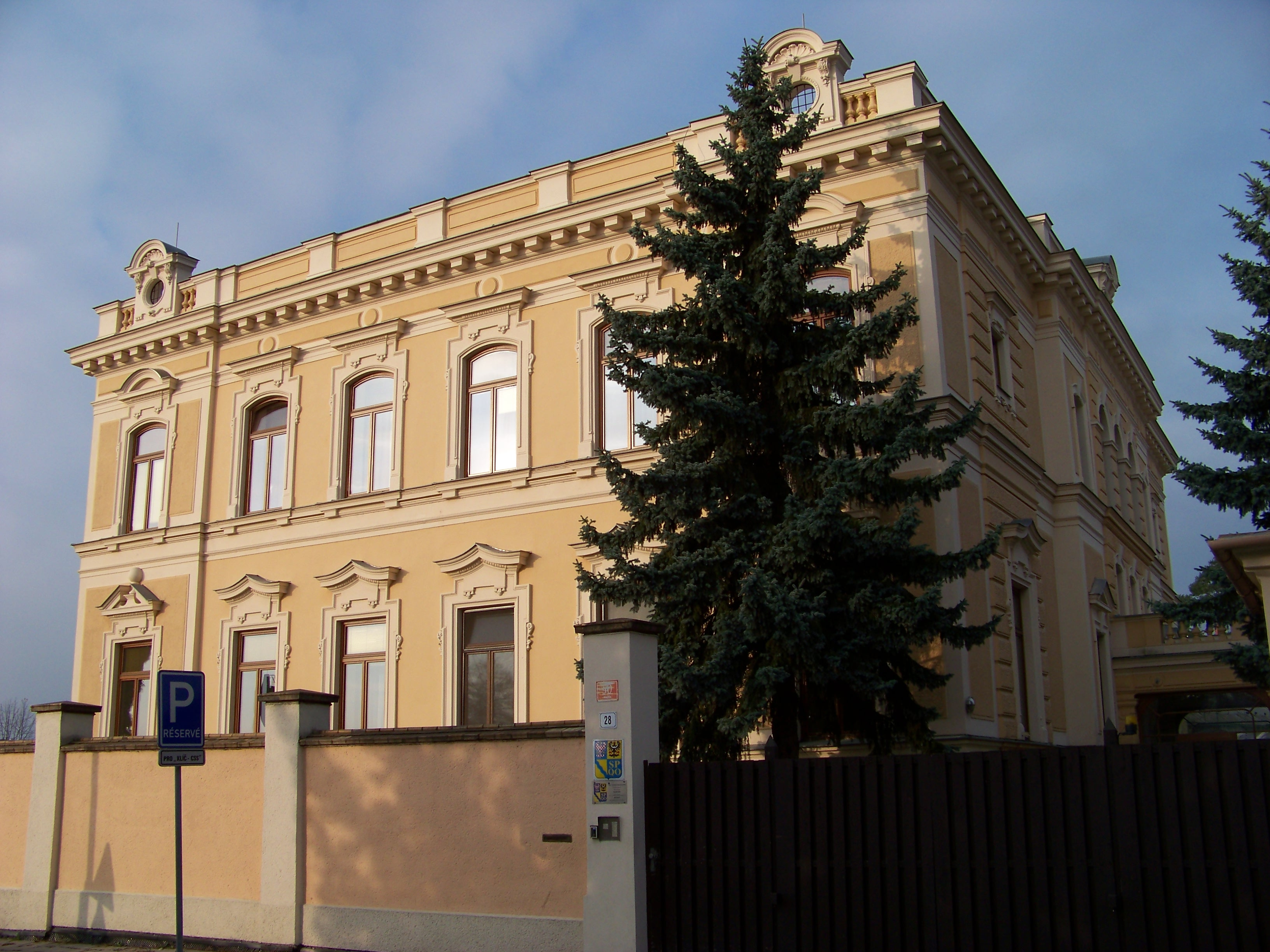
Mayova-villa, Olmüc

## Fordítás
- Ez a szócikk részben vagy egészben  a   Jakob Gartner című német Wikipédia-szócikk fordításán alapul.  Az eredeti cikk szerkesztőit annak laptörténete sorolja fel. Ez a jelzés csupán a megfogalmazás eredetét és a szerzői jogokat jelzi, nem szolgál a cikkben szereplő információk forrásmegjelöléseként.